# Campionati del mondo di ciclismo su strada 2021 - Cronometro femminile Junior
La cronometro femminile junior dei Campionati del mondo di ciclismo su strada 2021 si svolse il 21 settembre 2021 su un percorso di 19,3 km, con partenza da Knokke-Heist e arrivo a Bruges nelle Fiandre in Belgio. La medaglia d'oro fu appannaggio della russa Alena Ivanchenko con il tempo di 25'05"49 alla media di 46,390 km/h, che precedette l'argento della britannica Zoe Bäckstedt ed il bronzo della tedesca Antonia Niedermaier.
Delle 56 cicliste accreditate alla partenza, 55 presero parte alla cronometro e tutte tagliarono il traguardo di Bruges.

## Ordine d'arrivo (Top 10)
| Pos. | Corridore           | Squadra               | Tempo     |
| ---- | ------------------- | --------------------- | --------- |
| 1    | Alena Ivanchenko    | Fed. Ciclistica Russa | 25'05"49  |
| 2    | Zoe Bäckstedt       | Gran Bretagna         | a 10"64   |
| 3    | Antonia Niedermaier | Germania              | a 25"32   |
| 4    | Anna van der Meiden | Paesi Bassi           | a 1'25"55 |
| 5    | Madelaine Leech     | Gran Bretagna         | a 1'26"71 |
| 6    | Elise Uijen         | Paesi Bassi           | a 1'29"63 |
| 7    | Eglantine Rayer     | Francia               | a 1'51"52 |
| 8    | Olivia Cummins      | Stati Uniti           | 2'15"79   |
| 9    | Febe Jooris         | Belgio                | a 2'18"79 |
| 10   | Anniina Ahtosalo    | Finlandia             | a 2'20"51 |